# انرژی خورشیدی در اسرائیل

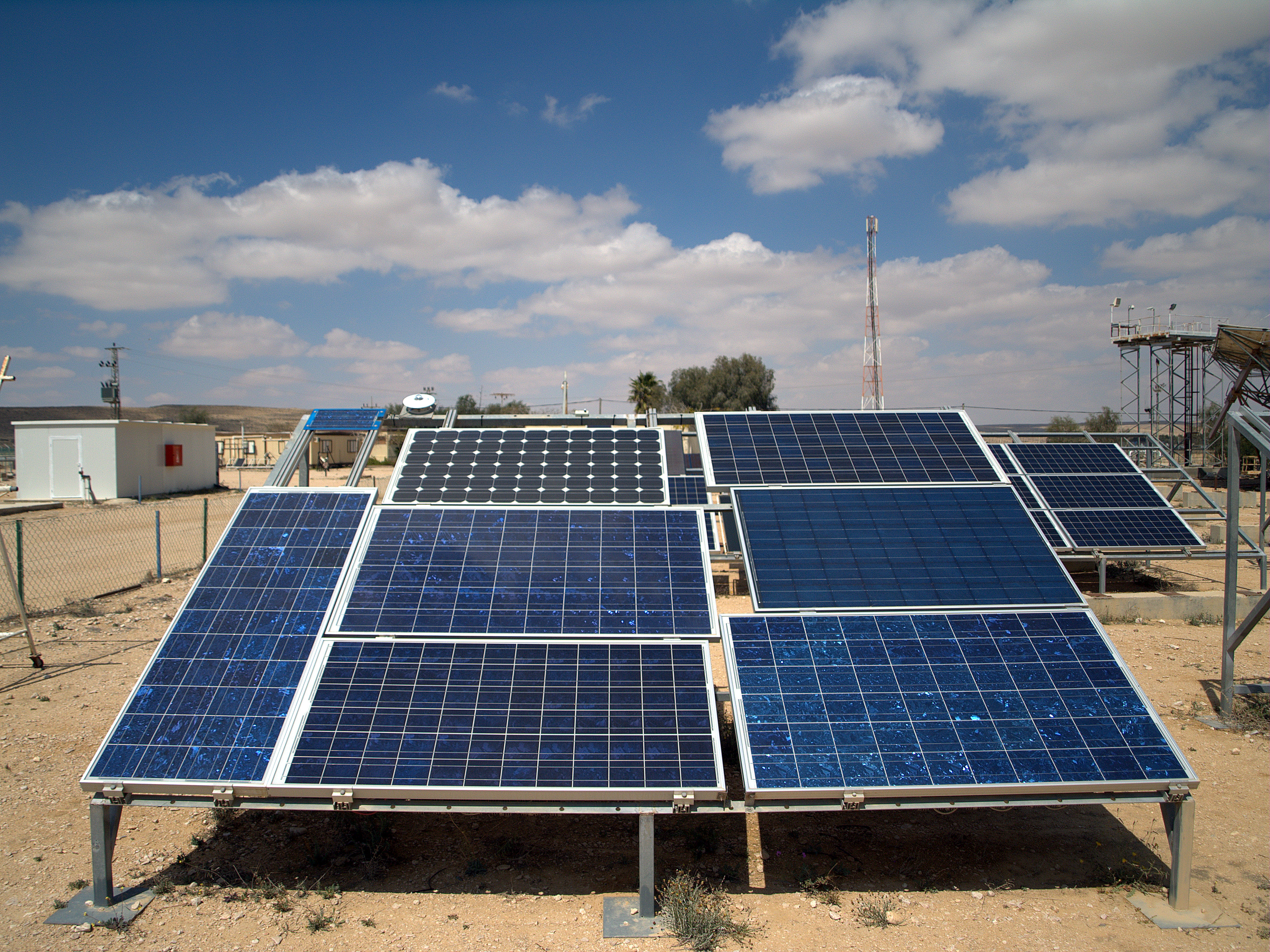
آرایه‌های فتوولتائیک در مرکز ملی انرژی خورشیدی اسرائیل

استفاده از انرژی خورشیدی در اسرائیل در دهه ۱۹۵۰ با توسعه یک آبگرمکن خورشیدی توسط لوی یسار برای رفع کمبود انرژی آغاز شد. تا سال ۱۹۶۷ حدود ۵ درصد از آب خانوارها با گرمایش خورشیدی تأمین می‌شد و ۵۰۰۰۰ بخاری خورشیدی فروخته شده بود. با بحران نفت در دهه ۱۹۷۰، هری زوی تابور نمونه اولیه آبگرمکن خورشیدی را توسعه داد که اکنون در بیش از ۹۰ درصد خانه‌های اسرائیلی استفاده می‌شود. بیش از ۱٫۳ میلیون آبگرمکن خورشیدی در نتیجه مقررات اجباری آب گرمایش خورشیدی در این کشور نصب شده‌است.
مهندسان اسرائیلی از پیشگامان برتر فناوری انرژی خورشیدی هستند و شرکت‌های خورشیدی آن بر روی پروژه‌هایی در سراسر جهان کار می‌کنند.
در سال ۲۰۰۹، اسرائیل ذخایر گاز طبیعی را در منطقه اقتصادی انحصاری خود یافت که ممکن است فوریت توسعه خورشیدی را کاهش دهد. فناوری خورشیدی در اسرائیل به حدی پیشرفت کرده‌است که تقریباً با سوخت‌های فسیلی رقابت می‌کند. در پایان سال ۲۰۰۸، یک طرح سیاست خرید تضمینی برق به تصویب رسید که به بسیاری از پروژه‌های نیروگاه‌های انرژی خورشیدی مسکونی و تجاری منجر شده‌است.

## تاریخ و توسعه
در سال ۱۹۴۹، دیوید بن گوریون، نخست‌وزیر وقت به هری زوی تابور پیشنهاد شغلی در «میز فیزیک و مهندسی» شورای تحقیقات اسرائیل داد که او پذیرفت. او آزمایشگاه ملی اسرائیل را ایجاد کرد و استانداردهایی را در میان اندازه‌گیری‌های مختلف مورد استفاده در این کشور، عمدتاً انگلیسی، عثمانی و متریک ایجاد کرد. هنگامی که آزمایشگاه تأسیس شد، او بر روی انرژی خورشیدی برای تحقیق و توسعه متمرکز شد.

#### برکه خورشیدی دریای مرده
در سال ۱۹۶۵، لوسین برونیکی صنایع اورمات را برای تجاری سازی مفهوم توربین سیکل رانکین آلی تأسیس کرد. در دهه‌های ۱۹۷۰ و ۱۹۸۰، اورمات از اولین نیروگاه‌های جهان را راه‌اندازی کرد که از انرژی خورشیدی برق تولید می‌کرد. این کارخانه در عین بوکک در نزدیکی بخش جنوبی دریای مرده در اسرائیل قرار داشت.
این نیروگاه از فناوری موسوم به برکه خورشیدی استفاده می‌کرد که جمع‌کننده انرژی حرارتی خورشیدی در مقیاس بزرگ با ذخیره گرمای یکپارچه برای تأمین انرژی حرارتی بود. این نیروگاه بزرگترین برکه خورشیدی فعالی بود که برای تولید برق ساخته می‌شد و تا سال ۱۹۸۸ کار کرد. مساحت آن ۲۱۰۰۰۰ متر مربع بود و خروجی الکتریکی آن ۵ مگاوات بود.